# Aviva Baumann

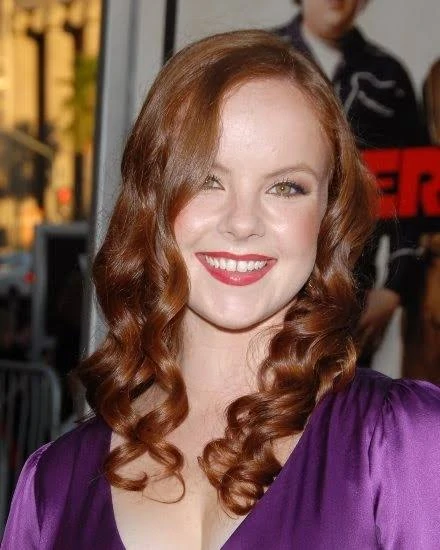
Porträt Aviva Baumann

Aviva Baumann (* 10. Juli 1984 als Aviva Farber in Santa Fe, New Mexico) ist eine US-amerikanische Schauspielerin.

## Karriere
Baumanns Karriere begann im Alter von sechs Jahren, als sie Werbung für ein Enthärtungsmittel für Daunenstoffe machte. Sie lernte in einer Tanzschule tanzen, war im Ballett-Unterricht und an einem Tanztheater. Sie beendete im Jahre 2001 die High School und trainierte dann mit den „California's Oakland Ballettisten“. 2003 zog sie nach Hollywood. Am 16. Juni 2012 heiratete sie den Schauspieler Ken Baumann in Malibu.
Im Jahre 2007 spielte sie eine Rolle in dem Film Superbad.

## Filmografie (Auswahl)
- 1994: Die Troublemaker (Botte di Natale)
- 1997: Up Above the World
- 2005: Desperate Hippies
- 2005: Down in the Valley
- 2006: Forgiving the Franklins
- 2007: Rolling
- 2007: Cold Case – Kein Opfer ist je vergessen (Cold Case, eine Folge)
- 2007: Superbad
- 2008: Frühling '83
- 2008: Criminal Minds (eine Folge)
- 2008: Dutch
- 2009: The Closer (eine Folge)
- 2008–2012: Navy CIS (NCIS) (drei Folgen)
- 2010: Law & Order: LA (Law & Order: Los Angeles, eine Folge)
- 2010: Party Down (Fernsehserie)
- 2011: Burn Notice (eine Folge)